# Bunene Ngaduane
Bunene Ngaduane (ur. 30 lipca 1972 w Kinszasie) – piłkarz z Demokratycznej Republiki Konga występujący na pozycji napastnika.

## Kariera klubowa
W swojej karierze Ngaduane reprezentował barwy zespołów Qwa Qwa Stars, Ankaragücü oraz Moroka Swallows.

## Kariera reprezentacyjna
Ngaduane został powołany do reprezentacji Zairu na Puchar Narodów Afryki 1994 oraz Puchar Narodów Afryki 1996. Nie rozegrał jednak na nich żadnego spotkania, a Zair odpadał z obu turniejów w ćwierćfinale.